# Méthodes statistiques de régulation des naissances
Les méthodes statistiques de régulation des naissances ou méthodes de régulation des naissances basées sur le Calendrier sont un ensemble de méthodes de régulation des naissances basée sur l'estimation statistique de la probabilité de fertilité d'une femme. Ces méthodes peuvent être utilisées pour commencer la grossesse par la synchronisation des rapports non protégés pendant des jours identifiés comme fertiles, ou pour éviter une grossesse en évitant les rapports sexuels non protégés pendant les jours de fécondité.
La première méthode a été développée dans les années 1930 par Jean Smulders, médecin catholique de Hollande. Elle prend le nom de méthode Knaus–Ogino (dite méthode du rythme), du nom de ceux qui en ont créé le principe. Ce système a été une des principales formes naturelles de contrôle des naissances jusqu'au développement des méthodes de planification familiale naturelle basée sur l'observation du cycle. Un nouveau développement des méthodes statistiques apparaît, en 2002, à l'Université de Georgetown avec la méthode des Jours fixes.
Ces méthodes sont considérées comme peu fiables comparées aux autres méthodes de régulation des naissances et sont déconseillées pour éviter une grossesse.

## Terminologie
Certaines sources associent les méthodes statistiques aux méthodes d'observation du cycle. Les enseignants et promoteurs des méthodes d'observations prennent leur distance avec les méthodes statistiques. En effet, les méthodes statistiques sont considérées comme obsolètes depuis au moins 20 ans[Quand ?].  Pour ceux-ci, « les “méthodes naturelles” ne se résument pas à la “bonne vieille méthode Ogino”. Car cette méthode, qu['ils] déconseill[ent] également, se contente de calquer un “calendrier” prédéfini pour toutes les femmes alors que les cycles varient selon chaque femme et au cours de la vie. ». Ce chevauchement entre les usages des termes « la méthode du rythme/statistique » et « planification familiale naturelle » peut contribuer à la confusion.

## Historique

### Une prise de conscience de phases fertiles et infertiles
On ne sait pas si les cultures historiques savaient quelle partie du cycle menstruel est la plus fertile. En l'an 388, Augustin d'Hippone écrit sur l'abstinence périodique. Aux adeptes du manichéisme, il écrit : « N'est-ce pas vous qui nous conseilliez d'observer autant que possible le moment où une femme, après sa purification, est la plus susceptible de concevoir, et de s'abstenir de cohabitation à ce moment-là, de peur que l'âme ne soit emmêlée dans la chair ? ». Si le manichéisme appliquait une observance de la menstruation similaire au judaïsme, alors le « temps [...] après sa purification » correspondrait à la période la plus susceptible de concevoir. D'autres historiens pensent qu'Augustin évoque les jours immédiatement après la menstruation. Plus d'un siècle auparavant, cependant, le médecin grec Soranus avait écrit que « le temps directement avant et après les menstruations » a été la partie la plus fertile du cycle d'une femme ; cette imprécision a été répété au VIe siècle par le médecin Aëtius. De même, un manuel chinois écrit vers l'an 600 déclare que seuls les cinq premiers jours suivant la menstruation étaient fertiles.
Les progrès scientifiques ont poussé un certain nombre de penseurs laïcs à plaider l'abstinence périodique afin d'éviter la grossesse : dans les années 1840, il a été découvert que de nombreux animaux ovulaient pendant l'œstrus. Parce que certains animaux (comme les chiens) ont une décharge sanglante au cours de l’œstrus, il a été supposé que la menstruation était le correspondant moment le plus fertile pour les femmes. Cette théorie inexacte a été popularisée par les médecins Bischoff, Félix Archimède Pouchet, et Adam Raciborski. En 1854, un médecin anglais du nom de George Drysdale enseignait correctement à ses patients que les jours à proximité de la menstruation sont les moins fertiles, mais cela reste l'avis de la minorité pour le reste du XIXe siècle.[réf. nécessaire]

### Knaus–Ogino ou la méthode du rythme
En 1905, Theodoor Hendrik van de Velde, un gynécologue allemand, a montré que les femmes n'ovulaient qu'une fois par cycle menstruel. Dans les années 1920, Kyusaku Ogino, gynécologue japonais, et Hermann Knaus, chirurgien et gynécologue autrichien, travaillèrent de manière indépendante, chacun faisant la découverte que l'ovulation se produit environ quatorze jours avant le prochain cycle menstruel. Ogino a utilisé sa découverte pour développer une formule à destination des femmes infertiles pour leur permettre de prévoir leurs rapports sexuels pour obtenir une grossesse.
En 1930, Johannes Smulders, un médecin catholique hollandais, utilisa la méthode Knaus-Ogino, pour créer une méthode afin d'éviter une grossesse. Elle prit le nom de méthode du rythme. En 1932, un médecin catholique, le Dr Leo J. Latz, publie un livre intitulé Le Rythme de la Stérilité et de la Fécondité chez les Femmes pour décrire la méthode.
Au début du XXe siècle, la méthode du rythme a été promue par les membres de l'Église Catholique Romaine comme la seule méthode de planification familiale moralement acceptable. En 1968, l'encyclique Humanae vitae inclut la déclaration : « Il est souhaitable, [...], la science médicale réussisse à donner une base suffisamment sûre à une régulation des naissances fondée sur l'observation des rythmes naturels. » D'autres méthodes ayant été développées, l'Église accepte les méthodes de planification familiale naturelle (PFN) basées sur l'observation.[réf. nécessaire]

### De nos jours : la méthode des jours fixes
De nouveau, l'attention a été attirée sur ces méthodes en 2002, lorsque l'Institut pour la Santé de la Reproduction à l'Université de Georgetown a institué la Méthode des Jours fixes. Conçue pour être plus facile à enseigner et à utiliser que l'ancienne méthode du rythme, la Méthode des Jours fixes est en train d'être intégrée avec succès dans les programmes de planification familiale dans le monde entier.[réf. nécessaire]
La Méthode des Jours possède une règle simple et est plus efficace que la méthode du rythme. Un produit appelé "colliers du cycle" a été développé parallèlement à la méthode pour aider l'utilisateur à garder une trace de l'estimation haute et basse de la fertilité au cours de son cycle menstruel. La méthode ne peut être utilisée que par les femmes dont les cycles sont généralement compris entre 26 et 32 jours.

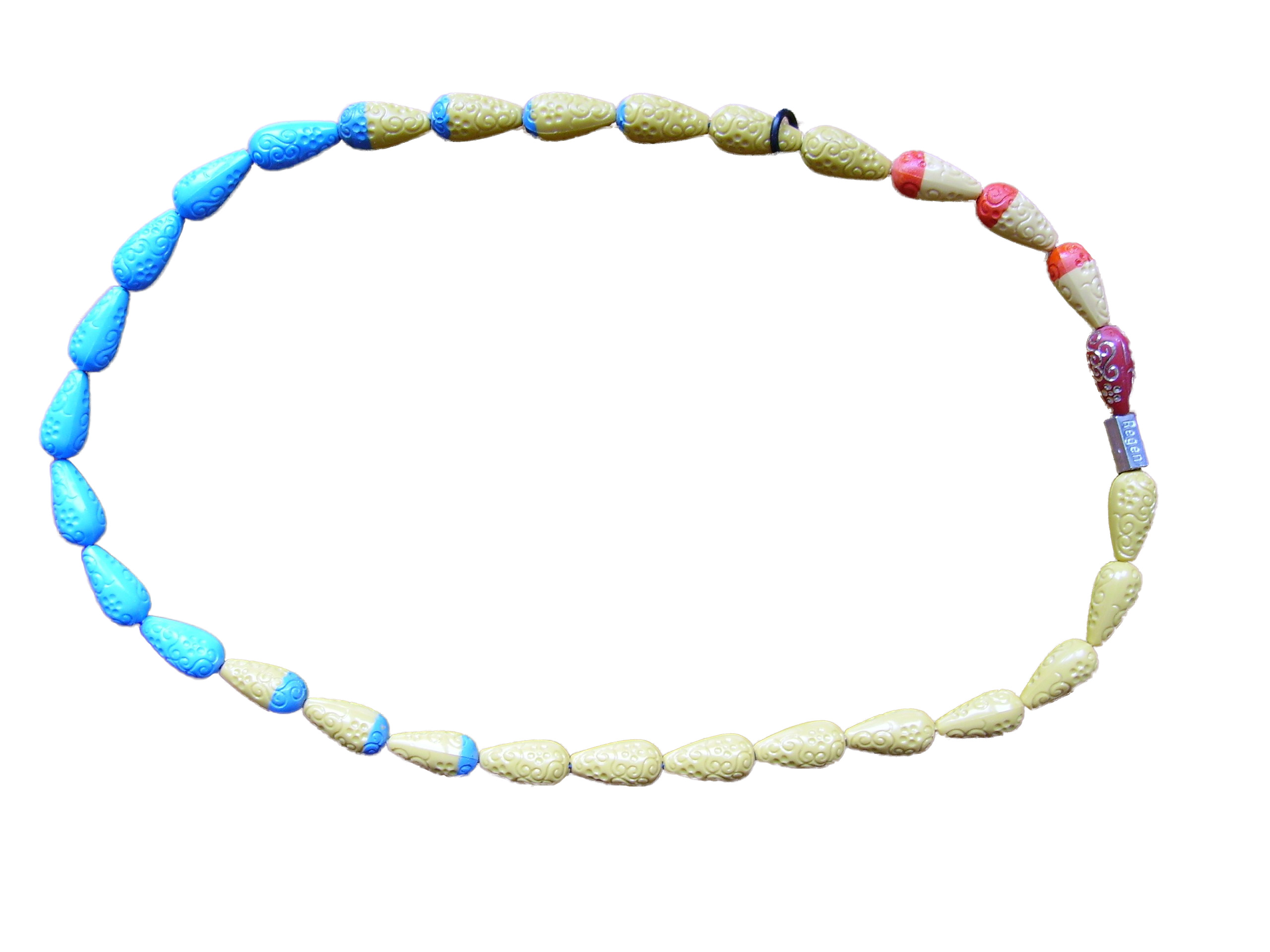
"Collier du cycle", utilisé par la méthode des jours fixes.

## Efficacité
La plupart des cycles menstruels ont plusieurs jours au début qui sont infertiles (infertilité pré-ovulatoire), une période de fertilité, et ensuite quelques jours avant la prochaine menstruation qui sont infertiles (infertilité post-ovulatoire). Le premier jour de saignement rouge est considéré comme premier jour du cycle menstruel. Pour utiliser ces méthodes, une femme nécessite de connaître la longueur de ses cycles menstruels.

### Méthode du rythme (méthode Knaus–Ogino)
Une analyse d'ensemble des études menées sur la méthode du rythme prouve un indice de Pearl (taux d'échec en usage correct) compris entre 15 et 18,5%. La discipline nécessaire pour tenir des registres précis des cycles menstruels, et de s'abstenir de rapports sexuels non protégés, rend imparfaite l'utilisation typique. L'utilisation typique possède un taux de défaillance de 25 % par an. Par comparaison, l'indice de Pearl de la pilule est de 0,3% et son usage typique de 2,4%.
Pour Dr Renteria, « [La méthode] du calendrier par exemple (ndlr : aussi appelée méthode Ogino) n'est pas du tout fiable, son utilisation comme moyen de contraception avait été déconseillée par son inventeur en personne. »

### La Méthode des Jours Fixes
Lorsqu'elle est utilisée pour éviter une grossesse, la méthode des jours fixes a été estimée avoir une efficacité en usage correct de 95 % et en usage typique de 88%. Ces chiffres se basent sur une étude de 2002 dirigée par Marcos Arévalo, affilié à l'Institute for Reproductive Health, donnant respectivement des taux d'échec de 4,75 % en usage correct et 11,96 % en usage courant, et sur une étude en Turquie en 2014. Cependant, des chercheurs indépendants, en 2016, ont montré que ces chiffres sont probablement trop optimistes et son efficacité est probablement beaucoup plus faible. Pour ceux-ci, l'échantillon n'était pas représentatif. De plus, la méthode étudiée ne correspondait pas exactement à la méthode des jours fixes.
Cette étude met en garde contre la méthode des jours fixes : « Les preuves existantes ne supportent pas les affirmations selon lesquelles l'efficacité de la MJF est comparable aux meilleures méthodes modernes à courte durée d'action. »

### Des méthodes de faible efficacité
Le faible niveau de fiabilité de ces méthodes est lié à l'utilisation de plusieurs hypothèses qui ne sont pas toujours vraies. La phase post-ovulatoire (lutéale) a une durée normale de 12 à 16 jours, et la méthode du rythme suppose que toutes les femmes ont une longueur à l'intérieur de cette gamme. Cependant, beaucoup de femmes ne correspondent pas à ce critère.
Ces méthodes sont basées sur les enregistrements des derniers cycles menstruels afin de prévoir la durée des cycles futurs. Toutefois, la durée de la phase pré-ovulatoire peut varier considérablement, selon la femme, en fonction de facteurs de stress, de médicaments, de maladies, de la ménopause, de l'allaitement maternel...[réf. nécessaire]
Enfin, ces méthodes supposent que tous les saignements sont de vraies menstruations. Cependant, en milieu de cycle, des saignements anovulatoires peuvent être causées par un certain nombre de facteurs.

## Avantages
La méthode des Jours fixes est de plus en plus introduite dans les programmes de planification familiale dans les pays en développement. La méthode est satisfaisante pour de nombreuses femmes et les hommes,. Le faible coût de la méthode peut aussi lui permettre de jouer un rôle dans les pays qui manquent de fonds pour fournir d'autres méthodes de contrôle des naissances.